# Fortaleza de Yaino
La Fortaleza de Yaino es un sitio arqueológico ubicado en el distrito de Huayllán, provincia de Pomabamba, región Áncash, Perú. El yacimiento se sitúa sobre un cerro denominado Yaynohirka, sobre una altitud de 4150 m s.n.m.

## Historia
Yaino fue un centro administrativo de mucha importancia durante el apogeo de la Cultura Recuay, según los estudios, su construcción fue progresiva desde el 400 al 800 d. C. Otros asentamientos de la misma importancia y extensión incluyen a Pashash (Cabana), Riway (Asunción), Tinyash (Huánuco), Marcahuamachuco (La Libertad) y Coyor (Cajamarca).
Yaino se localiza sobre los 4100 m s. n. m. en uno de los cerros limítrofes de Pomabamba y Piscobamba, a unos 20 km de la Cordillera Blanca. El yacimiento arqueológico cubre aproximadamente 25 hectáreas. También presenta arquitectura defensiva con muros perimétricos que en su tiempo pudieron llegar a medir 15 metros de alto, terrazas elevadas y accesos restringidos. Un sistema de trincheras naturales rodeaba el sector monumental, cuyas partes fueron ampliadas y amuralladas.
Se han encontrado ofrendas de la época Inca en el lugar.